# 时家店水库
时家店水库是中国吉林省通化市柳河县境内的一座水库，位于辉发河支流鹿林河上，建于1963年。水库正常库容为620万立方米，集雨面积为57平方千米，海拔为321米。